# Jayanti Baruna
Jayanti Baruna – перше в історії судно для перевезення стисненого природного газу (compressed natural gas, CNG).
Традиційно транспортування природного газу (метану) базувалось на його охолодженні до дуже низької температури (біля -160°C) задля переведення у рідкий стан із зменшенням об’єму в 600 разів. Jayanti Baruna стало першим судном, на якому випробували технологію стиснення метану з метою транспортування. Можливо відзначити, що перевезення газів під тиском давно розповсюджене серед танкерів, які транспортують зріджений нафтовий газ (пропан-бутан). Проте останнім достатньо забезпечувати показник до 20 бар, тоді як вантаж Jayanti Baruna знаходиться під значно більшим тиском у 200 бар. 
Судно спорудили у 2017 році на китайській верфі Jiangsu Hantong для індонезійської Pelayaran Bahtera Adhiguna (дочірня компанія державної електроенергетичної Perusahaan Listrik Negara). Воно призначене для транспортуватиме газу з острова Ява на значно менший острів Ломбок, прокладання до якого офшорного газопроводу визнали економічно недоцільним. Завантаження відбуватиметься за допомогою заводу стисненого газу Гресік, що став до ладу в 2016 році поблизу Сурабаї. При об’ємі вантажних танків у 2200 м³ Jayanti Baruna може перевозити за рейс 700 тис м³ газу.
Враховуючи характер вантажу, як двигун для судна обрали двопаливний Wärtsilä 34DF, що працюватиме переважно на природному газі. Це дозволить значно скоротити викиди шкідливих речовин (сполук сірки, оксидів азоту, діоксиду вуглецю) в порівнянні з використанням традиційних нафтопродуктів. Саме тому на початку 21 століття розпочалось активне впровадження природного газу як палива на морському транспорті, при цьому із зрозумілих причин судна бункеруються зрідженим (LNG), а не стисненим (CNG), газом. Проте Jayanti Baruna включають до статистики суден на новому виді палива, оскільки його двигун, на відміну від форми зберігання палива, не відрізняється від аналогічних пристроїв інших суден.